# Scymnus contortubus
Scymnus contortubus es una especie de escarabajo del género Scymnus, familia Coccinellidae. Fue descrita científicamente por Rashid, Chen & Wang en 2017.
Se distribuye por Pakistán. Es de cuerpo ovalado, cabeza de color marrón, antenas marrones. Pronoto negro con rojizo, élitros marrón rojizo y patas marrones.